# Romain Maes
Romain Maes (ur. 10 sierpnia 1912 w Zerkegem, zm. 22 lutego 1983 w Groot-Bijgaarden) – belgijski kolarz szosowy.

## Sukcesy
- Zwycięstwo na Tour de France w 1935 r. (koszulka lidera przez cały czas trwania wyścigu)
- 2. miejsce w Paryż-Roubaix (1936)
- 2. miejsce w Dookoła Flandrii (1939)

### Miejsca na Tour de France
- 1934: nie ukończył
- 1935: 1. miejsce (3 zwycięstwa etapowe)
- 1936: nie ukończył
- 1939: nie ukończył (1 zwycięstwo etapowe)